# 水野忠勝
水野 忠勝（みずの ただかつ）は、戦国時代の武将。尾張国知多郡の豪族・水野氏の一族で、水野忠政の子。通称は弥平大夫。水野信元・忠重・於大の方は異母兄弟にあたる。
東海道一帯に勢力を持つ戦国大名今川氏に属し、今川義元・氏真の2代に従った。永禄10年（1567年）、今川氏と敵対する武田信玄に内通して密書を送ったことが露見したため、12月22日に自害した。
『寛政譜』によれば、子の康忠（弥吉、三四郎）は徳川家康に仕えて樽氏と改姓し、のちに遠江国の「町中の支配」を命じられた。子孫は樽屋と号して代々江戸の町年寄を務めた。また通常水野成清の子とされる水野長勝を、康忠の弟とする系譜もあるという。